# Carlos Ernesto García

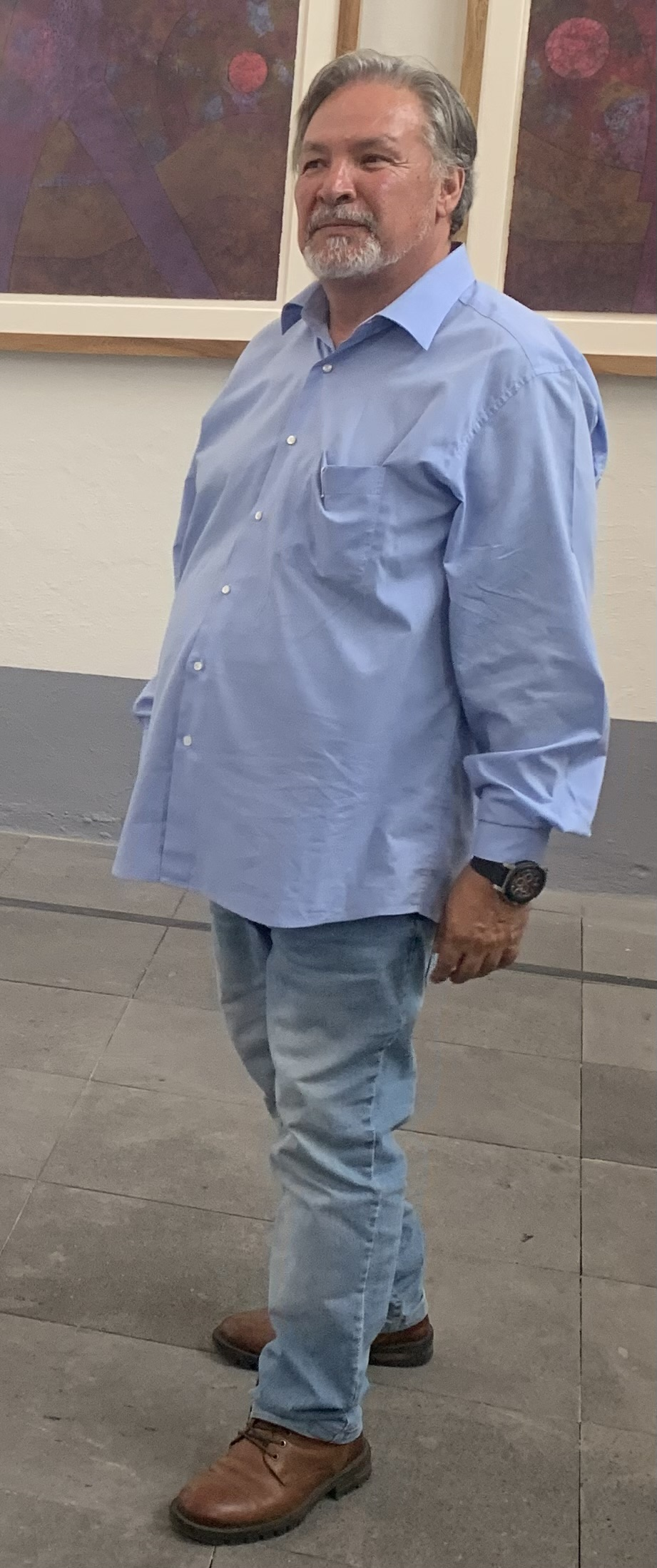

Carlos Ernesto García (El Salvador, 1960), Poeta, escritor, productor cultural, es autor de diversos libros de poesía; ha recibido invitaciones de distintas instituciones académicas y culturales de Europa, Asia, América Latina y Estados Unidos, participando en los festivales internacionales de poesía de Struga (Macedonia), Medellín y Barranquilla (Colombia), New York (EE. UU), Santiago, Concepción (Chile), Madrid, Granada, Zaragoza (España) y Lima (Perú). Su obra poética aparece en numerosas antologías y ha sido traducida, parcial, o totalmente al inglés, albanés, neerlandés, chino, francés, usbeko, italiano, macedonio y árabe, entre otras. Su poesía se ha llevado al teatro, la música, la pintura, la danza moderna y la escultura. En la década de los 80, fue miembro de la Coordinación Europea del Sistema Radio Venceremos (voz oficial del FMLN), como periodista. Como periodista, ha sido corresponsal de prensa del periódico Co-Latino, y del diario digital ContraPunto entre otros. En 2004, funda en Barcelona la productora cultura C&Duke, que produjo 5 exposiciones fotográficas, y de la que, Carlos Ernesto, fue su director hasta 2017.  En 2019 se estrena en Cataluña el documental A quemarropa el amor del director Vicente Holgado, film rodado entre El Salvador, Nicaragua y España. Actualmente vive en España.

## Obra

### Prosa
- "El Sueño del dragón", un relato de una travesía por el río Changjiang en China.
- "Bajo la sombre de Sandino - Historia de una revolución inconclusa (Barcelona. 2007)

### Poesía
- "Hasta la cólera se pudre". Barcelona, 1994 y Nueva York traducción de Elisabeth Miller
- "A quemarropa el amor" (Barcelona, 1996).

"La maleta en desván" (Jaén, 2003)
"Yo no tengo casa"(Albania, 2010), traducción de Ina K. Zhupa

## Documentos
- "Inmigración: una nueva mirada cultural al deporte" Colaboración en la organización y promoción de la exposición de Kim Manresa.
- Bajo la sombra de Sandino - Los comandantes del FSLN rompen el silencio.